# Paris-Roubaix 1914
Paris-Roubaix din 1914 a fost a 19-a ediție a Paris-Roubaix, o cursă clasică de ciclism de o zi din Franța. Evenimentul a avut loc pe 12 aprilie 1914 și s-a desfășurat pe o distanță de 274 de kilometri de la Paris până la velodromul din Roubaix. Câștigătorul a fost Charles Crupelandt din Franța.

## Rezultate
| Loc | Ciclist                    | Timp       |
| --- | -------------------------- | ---------- |
| 1   | Charles Crupelandt (FRA)   | 9h 02' 00" |
| 2   | Louis Luguet (FRA)         | +0' 00"    |
| 3   | Louis Mottiat (BEL)        | +0' 00"    |
| 4   | Oscar Egg (SUI)            | +0' 00"    |
| 5   | Jean Rossius (BEL)         | +0' 00"    |
| 6   | Cyrille Van Houwaert (BEL) | +0' 00"    |
| 7   | Pierre Van de Velde (BEL)  | +0' 00"    |
| 8   | Dieudonné Gauthy (BEL)     | +0' 00"    |
| 9   | Emile Aerts (BEL)          | +0' 00"    |
| 10  | Emile Georget (FRA)        | +0' 00"    |